# Amphiprion
Amphiprion là một chi bao gồm những loài cá hề nằm trong họ Cá thia. Chi này được lập ra bởi Bloch và Schneider vào năm 1801.

## Từ nguyên
Từ định danh được ghép bởi hai âm tiết trong tiếng Hy Lạp cổ đại: amphí ("xung quanh") và príōn ("răng cưa"), hàm ý đề cập đến xương trước nắp mang và vỏ nắp màng của loài điển hình có răng cưa.

## Phân loại học
A. biaculeatus, ban đầu được xếp vào một chi đơn loài là Premnas, nhưng những nghiên cứu phân tử sinh học ở thế kỷ 21 chỉ công nhận Premnas là một danh pháp đồng nghĩa của Amphiprion, vì vậy, loài P. biaculeatus chính thức được chuyển sang chi Amphiprion.
A. leucokranos và A. thiellei là hai loài được cho là có nguồn gốc lai tạp trong tự nhiên, và cặp loài bố mẹ của chúng nhiều khả năng là A. chrysopterus và A. sandaracinos. Để giải quyết tình trạng của A. leucokranos và A. thiellei đòi hỏi phải có nhiều nghiên cứu hơn nữa. Nếu A. leucokranos được công nhận là một loài hợp lệ, thì A. thiellei sẽ là danh pháp đồng nghĩa của A. leucokranos.

## Các loài
Có tất cả 30 loài thuộc chi này, nếu xem cả A. leucokranos và A. thiellei là những loài hợp lệ:
- Amphiprion akallopisos Bleeker, 1853
- Amphiprion akindynos Allen, 1972
- Amphiprion allardi Klausewitz, 1970
- Amphiprion barberi Allen, Drew & Kaufman, 2008
- Amphiprion biaculeatus (Bloch, 1790)
- Amphiprion bicinctus Rüppell, 1830
- Amphiprion chagosensis Allen, 1972
- Amphiprion chrysogaster Cuvier, 1830
- Amphiprion chrysopterus Cuvier, 1830
- Amphiprion clarkii Bennett, 1830
- Amphiprion ephippium (Bloch, 1790)
- Amphiprion frenatus Brevoort, 1856
- Amphiprion fuscocaudatus Allen, 1972
- Amphiprion latezonatus Waite, 1900
- Amphiprion latifasciatus Allen, 1972
- Amphiprion leucokranos Allen, 1973
- Amphiprion mccullochi Whitley, 1929
- Amphiprion melanopus Bleeker, 1852
- Amphiprion nigripes Regan, 1908
- Amphiprion ocellaris Cuvier, 1830
- Amphiprion omanensis Allen & Mee, 1991
- Amphiprion pacificus Allen, Drew & Fenner, 2010
- Amphiprion percula (Lacepède, 1802)
- Amphiprion perideraion Bleeker, 1855
- Amphiprion polymnus (Linnaeus, 1758)
- Amphiprion rubrocinctus Richardson, 1842
- Amphiprion sandaracinos Allen, 1972
- Amphiprion sebae Bleeker, 1853
- Amphiprion thiellei Burgess, 1981
- Amphiprion tricinctus Schultz & Welander, 1953

## Cộng sinh với hải quỳ

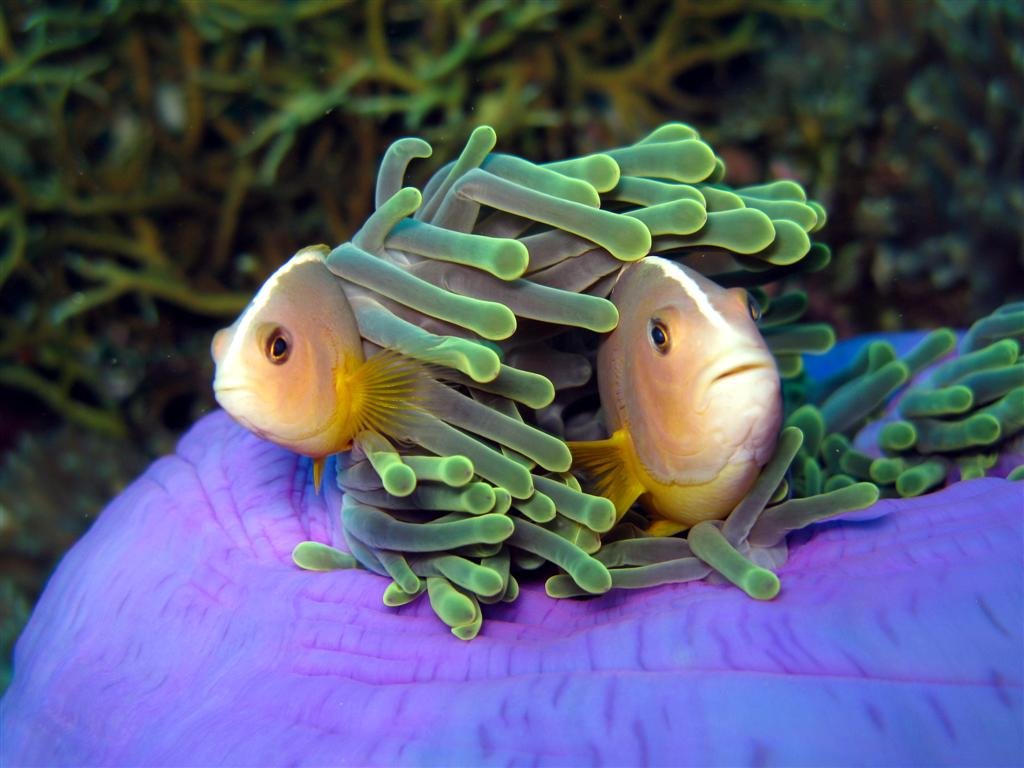
A. akallopisos và hải quỳ H. magnifica

Cá hề được biết đến với tập tính sống cộng sinh với các loài hải quỳ. Khi bị đe dọa, cá hề sẽ rút mình vào giữa các xúc tu của hải quỳ; nọc độc từ các xúc tu hải quỳ sẽ ngăn cản bất kỳ loài săn mồi nào có gắng tiếp cận cá hề. Đĩa miệng của hải quỳ cũng là nơi thích hợp để cá hề cái đẻ trứng, và trứng sẽ được cá đực chăm sóc và bảo vệ.
Có 10 loài hải quỳ là vật chủ ưa thích của những loài cá hề, bao gồm:
- Entacmaea quadricolor
- Heteractis aurora
- Heteractis crispa
- Heteractis magnifica
- Heteractis malu
- Stichodactyla gigantea
- Stichodactyla haddoni
- Stichodactyla mertensii
- Macrodactyla doreensis
- Cryptodendrum adhaesivum

Một loài cá hề có thể có nhiều loài hải quỳ vật chủ, và chỉ A. clarkii là sống cộng sinh với cả 10 loài hải quỳ kể trên. Dưới đây là bảng liệt kê các loài hải quỳ vật chủ của 30 loài cá hề trong chi Amphiprion (riêng A. thiellei chỉ là suy đoán vì không được quan sát trong tự nhiên):
|                  | E. quadricolor | H. crispa | H. magnifica | H. aurora | H. malu | S. mertensii | S. haddoni | S. gigantea | M. doreensis | C. adhaesivum |
| ---------------- | -------------- | --------- | ------------ | --------- | ------- | ------------ | ---------- | ----------- | ------------ | ------------- |
| A. akallopisos   |                |           | x            |           |         | x            |            |             |              |               |
| A. akindynos     | x              | x         | x            | x         |         | x            | x          | x           |              |               |
| A. allardi       | x              |           |              | x         |         | x            |            |             |              |               |
| A. barberi       | x              | x         |              |           |         |              |            |             |              |               |
| A. biaculeatus   | x              |           | x            |           |         |              |            |             |              |               |
| A. bicinctus     | x              | x         | x            | x         |         | x            |            | x           |              |               |
| A. chagosensis   | x              |           | x            |           |         | x            |            |             | x            |               |
| A. chrysogaster  |                |           | x            | x         |         | x            | x          |             |              |               |
| A. chrysopterus  | x              | x         | x            | x         |         | x            | x          |             | x            |               |
| A. clarkii       | x              | x         | x            | x         | x       | x            | x          | x           | x            | x             |
| A. ephippium     | x              | x         |              |           |         |              |            |             |              |               |
| A. frenatus      | x              |           | x            |           |         |              |            |             |              |               |
| A. fuscocaudatus | x              |           |              | x         |         | x            | x          |             |              |               |
| A. latezonatus   | x              | x         |              |           |         |              |            | x           |              |               |
| A. latifasciatus |                |           |              |           |         | x            |            |             |              |               |
| A. mccullochi    | x              |           |              |           |         |              |            |             |              |               |
| A. melanopus     | x              | x         | x            |           |         |              |            |             |              |               |
| A. nigripes      |                |           | x            |           |         |              |            |             |              |               |
| A. ocellaris     |                |           | x            |           |         | x            |            | x           |              |               |
| A. omanensis     | x              | x         |              |           |         |              | x          |             |              |               |
| A. pacificus     |                |           | x            |           |         |              |            |             |              |               |
| A. percula       |                | x         | x            |           |         |              |            | x           |              |               |
| A. perideraion   |                | x         | x            |           |         |              |            | x           | x            |               |
| A. polymnus      |                | x         |              |           |         |              | x          |             | x            |               |
| A. rubrocinctus  | x              |           |              |           |         |              |            | x           |              |               |
| A. sandaracinos  |                | x         |              |           |         | x            |            |             |              |               |
| A. sebae         |                |           |              |           |         |              | x          |             |              |               |
| A. tricinctus    | x              | x         |              | x         |         | x            | x          |             |              |               |
| "A. leucokranos" |                | x         | x            |           |         | x            |            |             |              |               |
| "A. thiellei"    |                | (x)       |              |           |         | (x)          |            |             |              |               |

Theo đó, E. quadricolor là loài hải quỳ được nhiều loài cá hề chọn làm nơi trú ẩn nhất. Hải quỳ H. aurora và H. malu ít được các cặp cá hề trưởng thành chọn để sinh sống, chủ yếu là những cá thể còn nhỏ.
Cá hề khác loài ít khi chia sẻ vật chủ do chúng có tập tính lãnh thổ cao. Nếu sống cùng trong một bụi hải quỳ, chúng luôn tỏ ra hung hăng với nhau, như đã được quan sát ở A. clarkii và A. perideraion. Tuy nhiên, A. clarkii và A. sandaracinos từng được nhìn thấy sống ôn hòa với nhau trong hải quỳ S. mertensii, mặc dù một bụi hải quỳ H. crispa gần đó không có loài nào chiếm giữ (cũng là vật chủ ưa thích của hai loài cá hề này).

### Cá con nhận biết hải quỳ

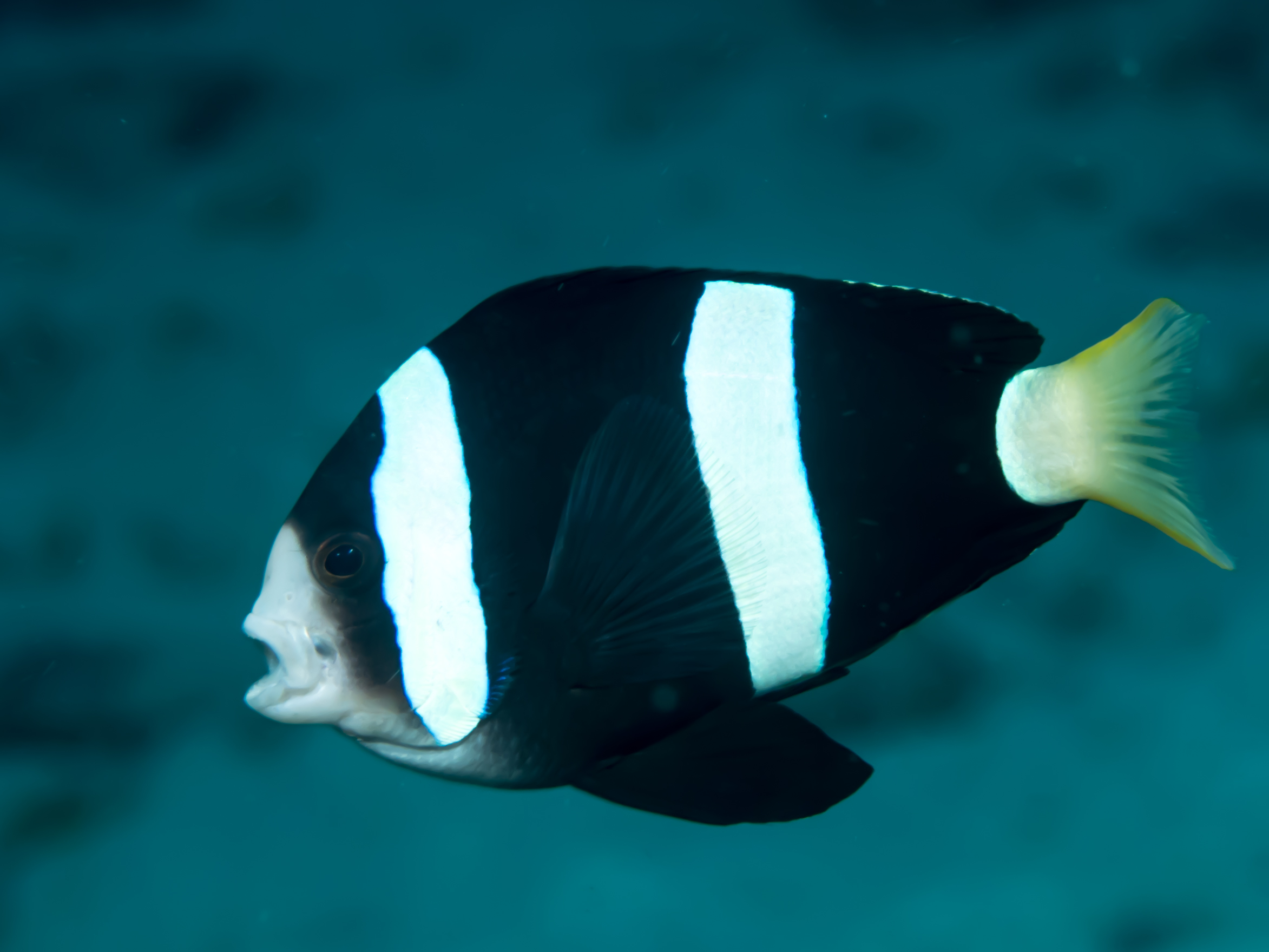
A. clarkii (biến dị kiểu hình đen)

Khi nở ra từ trứng, ấu trùng của cá hề phân tán và cá con có một giai đoạn ngắn là cá nổi trước khi quay trở lại đáy biển để tìm hải quỳ mà định cư. Cá hề con có khả năng nhận biết và xác định vị trí của loài hải quỳ nơi chúng được sinh ra. Tập tính lựa chọn hải quỳ bẩm sinh này giúp cá con nhanh chóng tìm được một nơi ẩn náu an toàn và hiệu quả.
Nghiên cứu cho thấy, cá hề sử dụng khứu giác để nhận biết hải quỳ. Hải quỳ giải phóng các tín hiệu hóa học trong chất nhầy được tiết ra từ các xúc tu, là những chất mà cá hề bị thu hút. Một số loài cá hề như A. ocellaris có thể sống cùng với hải quỳ mà chúng không thường sống cộng sinh trong tự nhiên nếu được tiếp xúc với những loài hải quỳ này ngay từ khi mới nở trong bể cá, tuy nhiên điều này lại không thể đối với A. melanopus khi cho chúng tiếp xúc với hải quỳ H. malu (không phải vật chủ ưa thích của A. melanopus).

### Tương tác giữa cá hề và hải quỳ
Một số loài hải quỳ có thể làm màu sắc của cá hề trở nên sẫm đen, trừ các khoanh sọc vẫn còn giữ màu trắng. Hiện tượng chuyển màu này chỉ xuất hiện ở một số loài cá hề, và chúng chỉ phản ứng với một số loài hải quỳ nhất định, như đã được ghi nhận ở hải quỳ S. mertensii đối với các loài A. chrysogaster, A. chrysopterus, A. clarkii, và A. tricinctus; S. gigantea làm viền đen của A. percula trở nên sẫm màu hơn; hay H. crispa làm A. polymnus chuyển sang màu đen đậm. Một cá thể màu cam sẽ chuyển sang màu đen trong vòng vài giờ nếu được đưa sang những loài hải quỳ có thể gây ra kích thích đổi màu đối với loài cá đó.
Cá hề cũng có thể tác động ngược lại đến hải quỳ mà nó sống cộng sinh. Khi có sự xuất hiện của một loài cá hề, các xúc tu của E. quadricolor phình ra ở gần chóp, nhưng khi không có cá, các xúc tu lại không có các "củ" này. Tại sao hiện tượng này ở hải quỳ chỉ xảy ra khi có sự hiện diện của cá hề, và cơ chế diễn ra như thế nào, vẫn còn là một bí ẩn.

## Sinh thái học

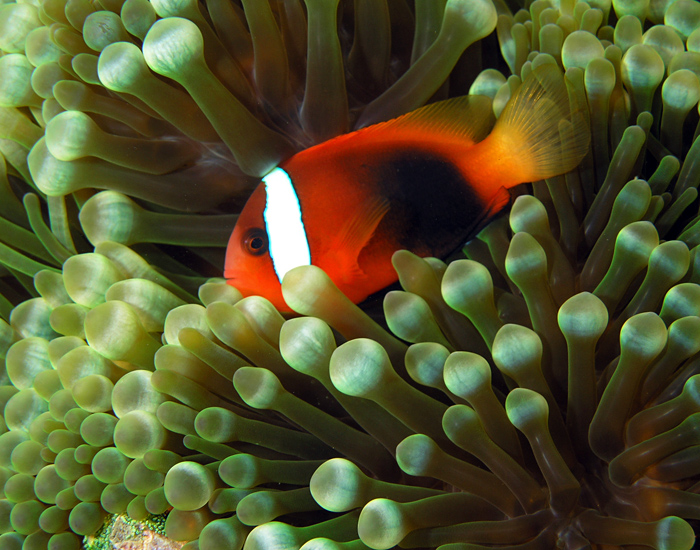
A. melanopus và hải quỳ E. quadricolor

### Loài lưỡng tính
Là những loài lưỡng tính tiền nam (cá cái trưởng thành đều phải trải qua giai đoạn là cá đực), cá hề đực luôn có kích thước nhỏ hơn cá cái. Một con cá cái sẽ sống thành nhóm cùng với một con đực lớn (đảm nhận chức năng sinh sản) và nhiều con đực nhỏ hơn. Khi cá cái chết đi hoặc biến mất, cá đực lớn sẽ chuyển đổi giới tính thành cá cái và đứng đầu đàn.

### Lai tạp
Như đã đề cập ở trên, A. leucokranos và A. thiellei được nghĩ là những giống lai giữa A. chrysopterus và A. sandaracinos, trong đó A. chrysopterus, loài có kích thước lớn hơn luôn giữ vai trò là cá mẹ, còn A. sandaracinos là cá bố. Ngoài ra còn hai cặp cá hề cũng được biết đến là đã lai tạp với nhau trong tự nhiên:
- A. omanensis và A. bicinctus (ngoài khơi đảo Socotra)[9].
- A. mccullochi và A. akindynos (bờ biển Đông Úc)[10].